# Alveoláris, zöngétlen zárhang
Az alveoláris, zöngétlen zárhang számos beszélt nyelvben használt mássalhangzó. A nemzetközi fonetikai ábécé (IPA) az alveoláris mellett a dentális és a posztalveoláris zöngétlen zárhangot is t jellel jelöli, X-SAMPA-jele pedig szintén t.
Dentális formáját a t̪ jellel lehet megkülönböztetni, vö. dentális, zöngétlen zárhang, az IPA kiegészítése pedig tartalmazza egy kettős aláhúzással megjelölt változatát is, amely kimondottan az alveoláris kiejtését jelöli (t͇). Az alveoláris, zöngétlen zárhangot a magyar nyelvben leggyakrabban a t betű jelöli (bár előfordul, hogy a t betű alveoláris, zöngés zárhangot jelöl, mint pl. a hatból szóban, és az is előfordul, hogy az alveoláris, zöngétlen zárhangot a d betű jelöli, mint pl. a vodka szóban).
A [t] hang igen elterjedt a nyelvek között: a világ nyelveinek leggyakoribb mássalhangzó-fonémái a [t], a [k] és a [p]. A legtöbb nyelvben előfordul legalább egy egyszerű [t], némelyekben pedig egynél több változatát is megkülönböztetik. A [t] nélküli nyelvek közé tartozik a hawaii (Ni‘ihaun kívül; a [t]-t tartalmazó jövevényszavakban ezt a hangot a hawaii veláris, zöngétlen zárhanggal helyettesíti), a köznyelvi szamoai (amelyből az [n] is hiányzik), valamint a Dél-Afrikában használt nǀu.[forrás?]

## Jellemzői
Az alveoláris, zöngétlen zárhang jellemzői:
- Képzésmódja zárhang (explozíva), ami annyit tesz, hogy létrehozásakor elzáródik a toldalékcsőben haladó légáramlat, majd ez a zár (a nazálisok kivételével) hirtelen feloldódik (felpattan).
- Képzéshelye alveoláris, ami annyit tesz, hogy a fogmedernél jön létre a nyelv hegyével vagy elejével; ezt apikális, ill. laminális képzésmódnak hívják. (Az apikális képzésmód egyebek mellett az angolban fordul elő, míg a laminális többek közt az újlatin nyelvekre jellemző.)
- Zöngésségi típusa zöngétlen, így a hangszalag rezgése nélkül képződik.
- Orális mássalhangzó, azaz a levegő a szájon át tudja elhagyni a beszédképző szerveket.
- Centrális mássalhangzó, tehát a légáram a nyelv közepénél halad át, nem pedig a szélénél.
- Légáram-mechanizmusa pulmonikus egresszív, vagyis a levegőt pusztán a tüdővel és a rekeszizommal kilélegezve képezhető, akárcsak a legtöbb más beszédhang.

## Változatai
| IPA | Leírás                 |
| --- | ---------------------- |
| t   | tenuis t               |
| tʰ  | hehezetes (aspirált) t |
| tʲ  | palatalizált t         |
| tʷ  | labializált t          |
| ⁿt  | prenazalizált t        |
| tˤ  | faringalizált t        |
| t̚   | felengedés nélküli t   |
| tʼ  | ejektív t              |

## Előfordulása
Az alveoláris, zöngétlen, hehezet nélküli (aspirálatlan) zárhang az egyik legelterjedtebb beszédhang: szinte minden nyelvben megtalálható.
| Nyelv      | Nyelv      | Szó            | IPA                   | Jelentés           | Jegyzet                                                  |
| ---------- | ---------- | -------------- | --------------------- | ------------------ | -------------------------------------------------------- |
| angol      | angol      | tick           | [tʰɪk]                | ’pipa, kipipál’    | L. angol hangtan                                         |
| cseh       | cseh       | toto           | [toto]                | ’ez’               | L. cseh hangtan                                          |
| finn       | finn       | parta          | [pɑrtɑ]               | ’szakáll’          | A dentális, zöngétlen zárhang allofónja. L. finn hangtan |
| francia    | francia    | tordu          | [tɔʀdy]               | ’görbe’            | L. francia hangtan                                       |
| görög      | görög      | τρία           | [ˈtria]               | ’három’            | L. újgörög hangtan                                       |
| holland    | holland    | taal           | [taːl]                | ’nyelv’            | L. holland hangtan                                       |
| japán      | japán      | 特別/tokubetsu | [tokɯbetsɯ]           | ’speciális’        | L. japán hangtan                                         |
| kínai      | mandarin   | 大/dà          | [ta˥˩]                | ’nagy’             | Szembenáll a hehezetes formájával. L. mandarin hangtan   |
| koreai     | koreai     | 턱/teok        | [tʰʌk̚ ]               | ’állkapocs’        | L. koreai hangtan                                        |
| magyar     | magyar     | tutaj          | [tutɒj]               | ’tutaj’            | L. magyar hangtan                                        |
| maláj      | maláj      | tahun          | [tahun]               | ’év’               |                                                          |
| máltai     | máltai     | tassew         | [tasˈsew]             | ’igaz, helyes’     |                                                          |
| német      | német      | Tochter        | [ˈtʰɔxtɐ]             | ’lánya vkinek’     | L. német hangtan                                         |
| norvég     | norvég     | tann           | [tʰɑn]                | ’fog’              | L. norvég hangtan                                        |
| nunggubuyu | nunggubuyu | [taɾawa]       | [taɾawa]              | ’kapzsi’           |                                                          |
| örmény     | örmény     | տուն           | [tun] (segítség·infó) | ’ház’              |                                                          |
| szlovák    | szlovák    | to             | [to]                  | ’az’ (rámutatás)   |                                                          |
| thai       | thai       | ตา/ta          | [taː˥˧]               | ’szem’             |                                                          |
| vietnámi   | vietnámi   | ti             | [ti]                  | ’hiba, hiányosság’ | L. vietnámi hangtan                                      |
| yi         | yi         | ꄉ/da          | [ta˧]                 | ’tesz, helyez’     | hehezet nélküli formában                                 |
| yi         | yi         | ꄣ/ta          | [tʰa˧]                | ’agyagkorsó’       | hehezetes formában                                       |